# St.-Helena-Straße (Trier)
Die St.-Helena-Straße ist eine Straße in Trier. Sie verläuft zwischen Eurener Straße und Hermannstraße quer durch den Stadtteil Euren. Sie eine der wichtigsten Geschäftsstraßen im Stadtteil.

## Geschichte
Die Straße ist nach Helena, der Mutter von Konstantin dem Großen, benannt.

## Kulturdenkmäler
In der Straße befinden sich sechs Kulturdenkmäler, darunter auch die Pfarrkirche St. Helena. Die meisten Gebäude stammen aus dem 19. Jahrhundert. Zu Beginn der Straße (offizielle Adresse Eligiusstraße/Im Waldtal) befindet sich der sogenannte Helenenbrunnen von 1818. In der Nähe entspringt eine alte Quelle, die spätestens seit dem 13. Jahrhundert als Helenabrunnen überliefert ist.